# Pero Blaževski
Pero Blaževski (in macedone Перо Блажевски?; Skopje, 28 settembre 1972) è un ex cestista e allenatore di pallacanestro macedone.

## Carriera
Con la Macedonia del Nord ha disputato due edizioni dei Campionati europei (1999, 2009).

## Palmarès

### Giocatore
- Coppa di Macedonia: 8

Rabotnički Skopje: 1992-93, 1994, 1998, 2011
MZT Skopje: 1997, 1999, 2000
Gostivar: 2001